# Сабинов (район)
Район Сабинов — район Словакии. Находится в Прешовском крае. Административный центр района — город Сабинов.
В состав района входят 43 населённых пункта (2 города и 41 деревня). Площадь района составляет 545,4 км². В районе проживает 58 073 человека.
Район был создан в 1923 году, в нынешних границах с 1996 года. Пищевая, фармацевтическая и лёгкая промышленность района сосредоточена преимущественно в городах и в деревне Шаришске Михаляны.

## Население
| Год:                | 1994   | 2004    | 2014    | 2024    |
| ------------------- | ------ | ------- | ------- | ------- |
| Количество человек: | 51 223 | 55 351  | 58 969  | 61 995  |
| Разница:            |        | +8,05 % | +6,53 % | +5,13 % |

### Статистические данные (2001)
Национальный состав:
- Словаки — 92,0 %
- Цыгане — 6,2 %
- Русины/Украинцы — 0,6 %

Конфессиональный состав:
- Католики — 83,4 %
- Греко-католики — 10,4 %
- Лютеране — 1,2 %
- Православные — 0,9 %